# 部落站
部落站是一个北同蒲线上的铁路车站，位于山西省忻州市部落村，建于1962年，目前为四等站，邮政编码为034014。目前客运：办理旅客乘降；不办理行李、包裹托运；货运：办理整车货物发到；危险货物仅办理农药、化肥发到。